# Rimkrønikerne
Rimkrønikerne er en samling vigtige historiske værker på vers og med rim fra Sveriges middelalder. Samlingen består af Gamle krønike eller Erikskrøniken som skildrer Folkungaslægtens brødrestridigheder (1229–1319); Nye krøniken eller Karlskrøniken som skildrer begyndelsen af unionsstriden og Karl Knutssons styre (1389–1452), samt denne krønikens fortsættelse; Sturekrønikene som skildrer fortsættelsen af unionsstridene under Karl Knutsson og Sturene (1452–1520).
Til disse krønikene findes der yderligere en fortsættelse på 632 vers til Erikskrøniken i en hensigt at binde den sammen med Karlskrøniken til et fælles værk som omfatter tiden 1319–1389. Den er skrevet omkring år 1452 og har ringe historisk værdi. Forfatteren er helt ukendt, men man antager at det er samme person, som har skrevet Erikskrøniken selv om det ikke er bevist. Håndskriften viser samme skribent og samme tid. Hensigten med Erikskrøniken er at bevise Karl Knutssons slægtskab med Erik den Hellige. I den forbindelse tillægges Erik Eriksson foruden to dokumenterede søskende også yderligere to apokryfiske (ubekræftede) søskende.
Der findes også yderligere et tillæg, et digt om kong Albrecht som er Sveriges ældste politiske allegori, og som samtidig har en værdi som et historisk vidnesbyrd på samtidens omdømme af kong Albrecht. Digtet er sandsynligvis forfattet kort tid efter Albrechts død. Forfatteren på denne skrift er også ukendt.
De tre ovennævnte rimkrøniker; Eriks-, Karls- og Sture-krønikerne, kaldes under et for Den store rimkrønike for at skille den fra Den lille rimkrønike. Den sidste og senere krøniken blev skrevet samtidig med og muligvis af den samme forfatter som Den prosaiske krønike, en gang på midten af 1400-tallet. Der findes ligeledes flere forskellige tillæg om Karl Knutsson og Sturene, deriblandt et på 526 vers.
Heller ikke Den lille rimkrøniken har stor historisk eller litterær værdi, men har en værdi som det første sikre bevis på at Sverige kendte til litteratur fra Norge. På den samme tid blev Vilkinasagaen, det vil sige Sagaen om Didrik af Bern, også kaldet for Didrikssagaen, oversat til svensk og den indeholder en række norske sagnkonger (Filmer eller Vilkin, Nordian, Hernit, Osantrix og Hernit Hernitsson) som uden forvirring blev langt ind i den svenske kongerække. Under danskerhadets tid var det vigtig at gøre de norske sagnkonger til fuldgode svenske herskere for med det kunne vise til at alle lande rundt om Østersøen en gang lå under svenskekongens herredømme.
De svenske rimkrønike er blevet udgivet flere gange. J. Messenius utga en del af Store rimkrøniken i Then gamble rijmkrönikes första deel (1616). Den lille rimkrøniken samt Den prosaiske krøniken i Twå små gamble Sweriges och Göthes chrönikor (1615, nyt oplag i 1643, trykt på nyt på 1650- og 1660-tallet). Store rimkrøniken og Lille rimkrøniken blev udgivet af J. Hadorph i Twå gambla swenske rijmkrönikor (1674), videre af K. J. Fant i Scriptores rerum suecicarum medii 3evi (1818), og til slutt kom en samlet udgivelse af alle rimkrønikerne med tillæg og varianter i G. E. Klemmings Svenska medeltidens rimkrönikor (3 bind, 1865–1868).